# Soilent Green
Soilent Green – amerykańska grupa wykonująca muzykę z pogranicza grindcoreu, sludge i death metalu. Powstała w 1988 roku w Nowym Orleanie w stanie Luizjana.

## Dyskografia
Albumy studyjne
- Pussy Soul (1995, Dwell Records)
- Sewn Mouth Secrets (1998, Relapse Records)
- A Deleted Symphony For the Beaten Down (2001, Relapse Records)
- Confrontation (2005, Relapse Records)
- Inevitable Collapse in the Presence of Conviction (2008, Metal Blade Records)

Minialbumy
- A String of Lies (1998, Relapse Records)

Splity
- New Orleans Scene: Allow No Downfall (1991, split z S.I.K., The Detrimentz i Slugs, Frontline Records)
- Grief / Soilent Green (1995, Pessimiser Records)
- In These Black Days: vol.6 (1999, split z Neurosis, Hydra Head Records)
- Eyehategod / Soilent Green (2002, Incision Records)
- Soilent Green / Sulaco (2006, Crash And Burn)

Dema
- Demo (1989, wydanie własne)
- Satanic Drug Frog (1991, wydanie własne)
- Squiggly (1991, wydanie własne)
- Demo 1992 (1992, wydanie własne)
- Preproduction demo (2001, wydanie własne)